# 2001年亚洲柔道锦标赛
2001年亚洲柔道锦标赛于当年4月14日至15日在蒙古乌兰巴托举办。

## 奖牌概况

### 男子项目
| 项目          | 金牌                                  | 银牌                                   | 铜牌                                     |
| 60公斤级      | Masoud Haji Akhondzadeh · 伊朗（IRI） | 崔敏浩 · 韩国（KOR）                   | 江种辰明 · 日本（JPN）                   |
| 60公斤级      | Masoud Haji Akhondzadeh · 伊朗（IRI） | 崔敏浩 · 韩国（KOR）                   | Dorjpalamyn Narmandakh · 蒙古（MGL）     |
| 66公斤级      | Arash Miresmaeili · 伊朗（IRI）       | 小见川道大 · 日本（JPN）               | Won Yong-choi · 朝鲜（PRK）              |
| 66公斤级      | Arash Miresmaeili · 伊朗（IRI）       | 小见川道大 · 日本（JPN）               | Ryu Jung-suk · 韩国（KOR）               |
| 73公斤级      | 新田雅史 · 日本（JPN）                | Kim Jae-hoon · 韩国（KOR）             | Khaliuny Boldbaatar · 蒙古（MGL）        |
| 73公斤级      | 新田雅史 · 日本（JPN）                | Kim Jae-hoon · 韩国（KOR）             | Rauvan Inatillayev · 哈萨克斯坦（KAZ）   |
| 81公斤级      | 秋成勳 · 韩国（KOR）                  | Damdinsürengiin Nyamkhüü · 蒙古（MGL） | Mohammad Mehdi Zakeri · 伊朗（IRI）      |
| 81公斤级      | 秋成勳 · 韩国（KOR）                  | Damdinsürengiin Nyamkhüü · 蒙古（MGL） | 小野卓志 · 日本（JPN）                   |
| 90公斤级      | Park Sung-keun · 韩国（KOR）          | Alisher Boqiev · 塔吉克（TJK）         | Tsend-Ayuushiin Ochirbat · 蒙古（MGL）   |
| 90公斤级      | Park Sung-keun · 韩国（KOR）          | Alisher Boqiev · 塔吉克（TJK）         | Tadayoshi Takeshita · 日本（JPN）        |
| 100公斤级     | 井上智和 · 日本（JPN）                | Lee Joon-hoon · 韩国（KOR）            | Abbas Fallah · 伊朗（IRI）               |
| 100公斤级     | 井上智和 · 日本（JPN）                | Lee Joon-hoon · 韩国（KOR）            | Dastan Primkulov · 哈萨克斯坦（KAZ）     |
| 100公斤以上级 | Takumi Saruwatari · 日本（JPN）       | Choi Sung-won · 韩国（KOR）            | Yeldos Ikhsangaliyev · 哈萨克斯坦（KAZ） |
| 100公斤以上级 | Takumi Saruwatari · 日本（JPN）       | Choi Sung-won · 韩国（KOR）            | Ochiryn Odgerel · 蒙古（MGL）            |
| 无差别        | 上口孝太 · 日本（JPN）                | Erkin Tuyakov · 哈萨克斯坦（KAZ）      | Abbas Fallah · 伊朗（IRI）               |
| 无差别        | 上口孝太 · 日本（JPN）                | Erkin Tuyakov · 哈萨克斯坦（KAZ）      | Ochiryn Odgerel · 蒙古（MGL）            |

### 女子项目
| 项目         | 金牌                                  | 银牌                                | 铜牌                                     |
| 48公斤级     | Ri Kyong-ok · 朝鲜（PRK）             | Kang Sin-hye · 韩国（KOR）          | Erdenechimegiin Gereltuyaa · 蒙古（MGL） |
| 48公斤级     | Ri Kyong-ok · 朝鲜（PRK）             | Kang Sin-hye · 韩国（KOR）          | Yu Ying-ying · 中華臺北（TPE）           |
| 52公斤级     | 横泽由贵 · 日本（JPN）                | Jang Jae-sim · 韩国（KOR）          | Roongtawa Jangdasing · 泰国（THA）       |
| 52公斤级     | 横泽由贵 · 日本（JPN）                | Jang Jae-sim · 韩国（KOR）          | Sholpan Kaliyeva · 哈萨克斯坦（KAZ）     |
| 57公斤级     | Khishigbatyn Erdenet-Od · 蒙古（MGL） | Ri Myong-hwa · 朝鲜（PRK）          | Min Kyung-soon · 韩国（KOR）             |
| 57公斤级     | Khishigbatyn Erdenet-Od · 蒙古（MGL） | Ri Myong-hwa · 朝鲜（PRK）          | 山田真由美 · 日本（JPN）                 |
| 63公斤级     | 谷本步實 · 日本（JPN）                | Nurgul Tagayeva · 哈萨克斯坦（KAZ） | Ji Kyong-sun · 朝鲜（PRK）               |
| 63公斤级     | 谷本步實 · 日本（JPN）                | Nurgul Tagayeva · 哈萨克斯坦（KAZ） | 林贞淑 · 韩国（KOR）                     |
| 70公斤级     | Haruko Kazato · 日本（JPN）           | Je Min-jung · 韩国（KOR）           | Wang Hsiang-wen · 中華臺北（TPE）        |
| 70公斤级     | Haruko Kazato · 日本（JPN）           | Je Min-jung · 韩国（KOR）           | Olesya Nazarenko · 土库曼斯坦（TKM）     |
| 78公斤级     | Cho Soo-hee · 韩国（KOR）             | Mizuho Matsuzaki · 日本（JPN）      | Nasiba Salayeva · 土库曼斯坦（TKM）      |
| 78公斤级     | Cho Soo-hee · 韩国（KOR）             | Mizuho Matsuzaki · 日本（JPN）      | Sambuugiin Dashdulam · 蒙古（MGL）       |
| 78公斤以上级 | 薪谷翠 · 日本（JPN）                  | 崔淑伊 · 韩国（KOR）                | Juan Hsin-yi · 中華臺北（TPE）           |
| 78公斤以上级 | 薪谷翠 · 日本（JPN）                  | 崔淑伊 · 韩国（KOR）                | None awarded                             |
| 无差别       | 薪谷翠 · 日本（JPN）                  | 崔淑伊 · 韩国（KOR）                | Juan Hsin-yi · 中華臺北（TPE）           |
| 无差别       | 薪谷翠 · 日本（JPN）                  | 崔淑伊 · 韩国（KOR）                | Erdene-Ochiryn Dolgormaa · 蒙古（MGL）   |

## 奖牌榜
| 排名 | 国家／地区 | 金牌 | 银牌 | 铜牌 | 總數 |
| ---- | ---------- | ---- | ---- | ---- | ---- |
| 1    | 日本       | 9    | 2    | 4    | 15   |
| 2    |            | 3    | 9    | 3    | 15   |
| 3    | 伊朗       | 2    | 0    | 3    | 5    |
| 4    | 蒙古国     | 1    | 1    | 8    | 10   |
| 5    |            | 1    | 1    | 2    | 4    |
| 6    |            | 0    | 2    | 4    | 6    |
| 7    |            | 0    | 1    | 0    | 1    |
| 8    | 中華臺北   | 0    | 0    | 4    | 4    |
| 9    |            | 0    | 0    | 2    | 2    |
| 10   | 泰國       | 0    | 0    | 1    | 1    |
| 总计 | 总计       | 16   | 16   | 31   | 63   |